# Parachromagasteriella cylindricauda
Parachromagasteriella cylindricauda är en rundmaskart som beskrevs av Allgen 1933. Parachromagasteriella cylindricauda ingår i släktet Parachromagasteriella och familjen Axonolaimidae. Inga underarter finns listade i Catalogue of Life.